# Melaine Walker
Melaine Walker (ur. 1 stycznia 1983 w Kingston) – jamajska biegaczka specjalizująca się w biegu na 400 metrów przez płotki, złota medalistka Igrzysk Olimpijskich w Pekinie. Mistrzyni świata z Berlina (2009).

## Sukcesy
| Rok  | Zawody                                | Miejsce   | Wynik | Konkurencja                | Wynik        |
| ---- | ------------------------------------- | --------- | ----- | -------------------------- | ------------ |
| 1998 | Mistrzostwa Świata Juniorów           | Annecy    |       | Sztafeta 4 x 100 m         | 44,61 sek.   |
| 1999 | Mistrzostwa Świata Juniorów Młodszych | Bydgoszcz |       | Bieg na 200 m              | 23,72 sek.   |
| 2000 | Mistrzostwa Świata Juniorów           | Santiago  |       | Bieg na 400 m przez płotki | 56,96 sek.   |
| 2000 | Mistrzostwa Świata Juniorów           | Santiago  |       | Sztafeta 4 x 400 m         | 3:33.99 min. |
| 2002 | Mistrzostwa Świata Juniorów           | Kingston  |       | Bieg na 400 m przez płotki | 56,03 sek.   |
| 2007 | Światowy Finał IAAF                   | Stuttgart |       | bieg na 400 m przez płotki | 54,31 sek.   |
| 2008 | Letnie Igrzyska Olimpijskie           | Pekin     |       | bieg na 400 m przez płotki | 52,64 sek.   |
| 2008 | Światowy Finał IAAF                   | Stuttgart |       | bieg na 400 m przez płotki | 54,06 sek.   |
| 2009 | Mistrzostwa Świata                    | Berlin    |       | bieg na 400 m przez płotki | 52,42 sek.   |
| 2009 | Światowy Finał IAAF                   | Saloniki  |       | bieg na 400 m przez płotki | 53,36 sek.   |

## Rekordy życiowe
| Konkurencja | Data             | Miejsce    | Czas  |
| ----------- | ---------------- | ---------- | ----- |
| 100 m ppł   | 10 lipca 2009    | Sacramento | 12,75 |
| 400 m ppł   | 20 sierpnia 2009 | Berlin     | 52,42 |